# Gong Lijiao
Gong Lijiao (født 24. januar 1989 i Luquan, Kina) er en kinesisk atlet, der konkurrerer i kuglestød.
Gong sluttede oprindeligt på fjerdepladsen ved Sommer-OL 2012 i London, men blev med tilbagevirkende kraft tildelt bronzemedaljen, efter at vinderen, Nadzeya Astapchuk, blev diskvalificeret for at have bestået en narkotikatest.
Den 20. august 2016 meddelte IOC, at Yevgeniya Kolodko, den russiske sølvvinder, fejlede en antidopingtest, og Gong blev derfor opgraderet til sølvet.
Gong Lijiao vandt guldmedaljen for sit land i kuglestød ved sommer-OL 2020 i Tokyo.